# 1299
Năm 1299 là một năm trong lịch Julius.

## Sự kiện
- Tháng mười một 1, Håkon V Magnusson trở thành vua của Na Uy.
- 1 tháng 12 - Trận Falconaria: Frederick II của Sicilia đánh bại Philip I của Taranto
- Đế quốc Ottoman được thành lập

## Sinh

### Ngày chưa biết
- Hiến Từ Hoàng thái hậu, nguyên phối của vua Trần Minh Tông, mẹ vua Trần Dụ Tông (m. 1369)
- Alfonso IV của Tây Ban Nha (mất 1366)
- Pierre Bertrand de Colombier, hồng y và các nhà ngoại giao Pháp (mất 1361)
- Dmitri của Tver, Đại công tước của Vladimir (mất 1326)
- Maria của Tây Ban Nha, công chúa của Tây Ban Nha (mất 1316)
- Ranulf Higdon, nhà biên niên sử Anh (dc 1363)
- Malatesta II Malatesta, condottiero Ý (mất 1364)